# Жан Мишел Жар
Жан Мишел Жар (на френски: Jean-Michel André Jarre, Жан-Мишел Андрѐ Жар), роден на 24 август 1948 г. в град Лион, Франция, е композитор и музикален продуцент. Той е син на Морис Жар, известен композитор на филмова музика. Жан Мишел Жар е смятан за един от първите в електронния жанр, а също и за новатор, заради зрелищните концерти с лазерни прожекции и фойерверки, обединяващи музика, архитектура и околна среда в едно.
Първоначално подписва творбите си с Жан-Мишел Жар. В периода между излизането на албумите Waiting for Cousteau (1990) и Images–The Best of Jean Michel Jarre (1991) маха тирето от собственото си име.

## Музикална кариера

### Музикално образование
Жар започва да учи пиано на петгодишна възраст. Обезкуражен от учителя си, когото счита за прекалено строг, той се отказва от инструмента за две години. С подкрепата на майка си Жан Мишел Жар взема уроци по хармония, контрапункт и фуга при френската композиторка Жанин Рюф в Парижката консерватория. Интересува се и от съвременната музика и се научава да свири на електрическа китара. По-късно спира да се занимава с класическа музика. През 1964 година сформира групата Mystère IV. В края на 60-те той започва да експериментира с магнетофон и магнитни ленти, радио и други електронни устройства. През 1968 г. Ж. М. Жар се присъединява към Групата за музикални изследвания под ръководството на Пиер Шафер, където за първи път се докосва до синтезатор.

### Годините Дрейфюс
В началото на 70-те Жар издава първото си самостоятелно произведение – La Cage (1972), както и първите си два албумни проекта – Deserted Palace (издаден от Сам Фокс Продъкшънс/Дрейфюс, 1973) и музиката за филма Les Granges Brûlées (Дрейфюс, 1973). Едва през 1976 г. обаче Жар си осигурява договор с „Полидор“ (след първото издаване на Disques Motors) с неговия първи многомилионно тиражиран албум Oxygene. Макар че албумът получава международно разпространение през 1977 г., Oxygene става популярен в цял свят още след първото му публикуване във Франция. „Oxygene“ е считан от много хора за най-важния и влиятелен електронен албум за всички времена и оттам за един от най-важните албуми в популярната музика. Различаващ се от тогавашните албуми, от твърдия, футуристичен звук на „Kraftwerk“, или още по-космическия и мрачен „Tangerine Dream“, Oxygene има разкошен, омайващ и мелодичен звук, напомнящ на мелодията на Уолтър Карлос от музиката към филма „Портокал с часовников механизъм“, издаден няколко години по-рано, и жъне успехи по целия свят. Произведението Oxygene Part IV е издадено отделно и става едно от най-добре познатите в жанра на електронната музика. Ключов компонент в звука на Жар е използването на фазер ефекта Малък камък на Електрохармоникс на синтетични струнни клавиши и свободно използване на ехо в различните звукови ефекти, създадени от VCS3 синтезатор.
През 1978 г. е издаден неговият втори албум Equinoxe. Жар разработва звука, използвайки елементи с повече ритъм и динамика, в частност по-голяма честота на бас линиите. Много от това е постигнато с оборудване, разработено по поръчка от сътрудника на Жан-Мишел, Мишел Гейс. След издаването на албума последва концерт на Place de la Concorde в Париж (1979). Концертът привлича един милион души, което е първото влизане на Жар в Книгата за рекорди на Гинес за най-голяма публика на концерт на открито.
През октомври 1981 г. Жан-Мишел Жар става първият западен поп изпълнител, на когото е разрешено да изнася концерти в Китайската народна република. През същата година е издаден албумът Les Champs Magnétiques (Магнитни полета), посрещнат с много овации, последван от албума Les Concerts En Chine (Концертите в Китай), издаден през 1982, отбелязан като първия му албум на живо, обхващащ първото му турне в Китай през 1981 г.
През 1983 г. Жар създава албума Musique pour Supermarchés (Музика за Супермаркети), от който било направено само едно копие. Албумът е създаден с ясната цел Жар да изрази отвращението и пренебрежението си към музикалния бизнес. Жар унищожава всички първични записи от трудовете си, позволява на Радио Люксембург да го излъчи веднъж и го продава на търг. Докато бива излъчван по радиото, някои хора го записват с магнетофоните си, за да могат да го слушат отново, въпреки лошото качество (радиостанцията била AM станция). Произведенията от този албум по-късно биват преработени в бъдещите албуми.
През 1984 г. е издаден албумът Zoolook, който е първото навлизане на Жар в света на семплинга с албум, състоящ се от много различни думи и реч, записани на различни езици, за да създаде различни звуци и ефекти, а също така включва вокалите на Laurie Anderson за песента „Diva“.
През 1986 г. НАСА и град Хюстън го канят да изнесе концерт по случай 25-годишнината на НАСА и 150-годишнината от основаването на Хюстън. По време на концерта астронавтът Роналд Макниър трябвало да изсвири на саксофон част от Rendez-Vous VI от борда на совалката Чалънджър. Това щяло да бъде първото музикално произведение, записано в Космоса, за албума Rendez-Vous. След катастрофата на Чалънджър на 28 януари 1986, когато загива Роналд Макниър, произведението е записано с друг саксофонист, преименувано на парчето на Рон, а албумът е посветен на седемте загинали астронавти. Концертът в Хюстън влиза в Книгата за рекорди на Гинес заради публиката, която наброява милион и половина души. Концертът включва огромни прожекции на фотографски изображения и лазерни прожекции върху сградите в центъра на Хюстън, включително голям бял екран на предната част на Texaco Heritage Plaza, който бил в ремонт.
По-късно през 1986 г. Жар организира концерт в родния си град Лион като част от празненствата по случай посещението на Папа Йоан Павел II в града.
През 1988 г. излиза албумът Revolutions. Жар, заедно с гости като Ханк Марвин, изпълнява музиката от албума и избрани парчета от дискографията си на събитие, кръстено Destination Docklands пред двеста хиляди души (без да се смятат хилядите наблюдатели, гледали концерта извън вратите) в два концерта на 8 и 9 октомври. Събитието използвало за проспект Royal Victoria Dock в източната част на Лондон.
На 14 юли 1990 г. Жар отново чупи собствения си рекорд с концерта в парижкия квартал Ла Дефанс, където два и половина милиона души гледат как Жар осветява парижкия квартал. Албумът En Attendant Cousteau (В очакване на Кусто) е издаден през същата година и е посветен на френския мореплавател Жак-Ив Кусто.
През 1993 г. издава първото си творение, което е силно повлияно от техно музиката. Озаглавен „Chronologie“, албумът от техническа гледна точка е преработка на идеята, използвана от Жар в периода „Oxygene/Equinoxe“, където величествена увертюра доставя емоционалното усещане и музикален тембър за идващото и повече ритмични елементи. Но този път произведенията включват най-новите синтезаторни технологии, свистящи елементи (пасващи на името на албума) и съвременни ритми, управляващи темпото – стил, който Жар използва в повечето от бъдещите си творби. Вдъхновявайки цяло поколение от електронни музиканти с творчеството си от 70-те и 80-те години, Жар на свой ред бил привлечен от транс жанра, последвал го през 90-те. За пръв път Жар обикаля, за да подпомогне албум, изнасяйки огромни открити концерти в няколко европейски града и в Хонконг.
Въпреки всичко, за почитателите, спомнящи си финия звук от ранните произведения на Жар, 1997 г. няма да бъде разочароваща. „Oxygene 7 – 13“ връща синтезатора VCS 3 и Мелотрон сред останалите. Човек може да усети вдъхновението от „Oxygene IV“ и „Equinoxe II“ в двуходовата творба „Oxygene 7“, докато много от останалите техно базирани парчета в албума предлагат съчетание от вдъхновенията на Жар от периодите „Oxygene“ и „Chronologie“. „Oxygene Х“ също така ще бъде първото произведение от Жар, което включва употребата на терменвокс. Жар отново обикаля Европа, за да представи албума, този път предимно на малки, закрити места с доста по-скромна програма откъм светлинни ефекти. В тази обиколка Жар посещава страни, в които никога преди не е изнасял концерти.
На 6 септември 1997 г. Жар изнася концерт в Москва по повод 850-годишнината от основаването на града. Московският държавен университет е използван като екран за грандиозни прожекции на образи, прожекторни светлини и фойерверки. Публиката е над 3,5 милиона души, с което Жар отбелязва четвъртия си рекорд за най-многобройна публика на концерт.

### „Metamorphoses“
През 1999 г. Жар изнася грандиозен музикален и светлинен спектакъл в египетската пустиня, близо до Гиза. Именуван 12-те съня на слънцето, концертът отбелязва новото хилядолетие и 5000 години на Египетската цивилизация. Спектакълът също е и сцена за представянето на новия албум на Жар Metamorphoses.
Жар издава „Metamorphoses“ – неговия първи албум с пълно присъствие на вокали, през 2000 година. Музикалните произведения и техните аранжименти в този техно базиран албум са изключително разнообразни. Жар започва обединявайки звукови ефекти от компютри Apple, изпълнение от Macintalk, програма на Макинтош, която позволява на Жар да преправя гласа си и да пее странния текст на песента „Love, Love, Love“. Лори Андерсън прави втората си поява в дискографията на Жар във встъпителното произведение „Je Me Souviens“. Други участници в албума са певицата Наташа Атлас и цигуларката Шарън Кор от ирландската поп група „Дъ Корс“. „Metamorphoses“ е пуснат в продажба в САЩ няколко години по-късно. Според критиците и почитателите, „Metamorphoses“ е един от най-нехаресваните албуми на Жар.
През 2001 г. прави концерт на плажовете в Окинава заедно с Артър Кларк и Тецуя Комуро, за да отбележи „истинското“ започване на хилядолетието. Концертът е наречен Rendez-vous in Space, а групата се нарекла Дъ Визитърс. По-късно същата година Жар свири пред Акропола в Атина.

### Годините Aero
През 2002 г. Жан Мишел Жар изнася концерта „Aero“ във вятърната електроцентрала Грамел Ва Енгре, близо до Олбор в Дания, пред сравнително малка публика от 5000 души. Студийният албум, съставен най-вече от преработени класики на Жар, е издаден през 2004 година, включващ CD и DVD. DVD дискът е с 5.1 канален звук, с DTS и Dolby Digital. Жар твърди, че това е първата му музикална творба с 5.1 звук. Видеото към музикалните произведения представлява близък план на очите на актрисата Ан Парийо, които се движат в синхрон с музиката.
2002 г. ще се запомни и с издаването на „Sessions 2000“, компилация от синт-джаз парчета, които стилистично са коренно различни от всичко, което е правил допреди. В този албум се забелязва по-малко ритъм, отколкото в предишния албум на Жар – „Метаморфози“.
През 2003 г. издава албума Geometry of Love, предназначен за фоайето за специалните гости на парижки нощен клуб. Докато модерните албуми на Жар намирали място на местата за танци, Geometry of Love намира своя дом в стаята за отдих.
На 10 октомври 2004 г. прави два последователни концерта. Първият е в Забранения град в Пекин, последван веднага от по-малък концерт на площад „Тянанмън“, за да отбележи началото на китайската „френска година“ – сезона за културен обмен между двете страни. Избирайки живописното място до Южната врата в Забранения град, Жар свири с няколко известни китайски оркестри, хора, оперни певци и няколко гостуващи музиканти, в това число Чен Лин и китаристът Патрик Ронда.
На 26 август 2005 г. в Гданск, Полша, Жан Мишел Жар изнася дълъг концерт, наречен „Space of Freedom“, по случай двадесет и петата годишнина на синдиката „Солидарност“. Около 170 000 души присъстват на събитието. На сцената е и Лех Валенса.
През септември 2006 г. „Тадлоу Мюзик“ издават специален симфоничен албум, озаглавен „The Symphonic Jean Michel Jarre“ с 20 преработки на произведения от Жар, който се състои от два компакт диска. Жар представя албума, включвайки гласа си в една от песните.
На 16 декември 2006 г. Жан Мишел Жар изнася концерт наречен „Вода за Живот“ в пустинята Сахара, близо да Мерзуга, Мароко. 

## Личен живот
Жар се жени три пъти:
- За Флор Гийяр на 20 януари 1975 г.
- За британската актриса и фотограф Шарлът Рамплинг от 7 октомври 1978 г. до около 1998 г.
- През 2002 той обявява годежа си с актрисата Изабел Аджани, но по-късно тя прекъсва тази връзка
- Жени се за френската актриса Ан Парийо на 12 май 2005 г.

Жар има три деца:
- Емили, която е от първия му брак
- Барнаби Сауткомб, дете на Шарлът Рамплинг от предишен неин брак
- Дейвид Жар, син на Жан-Мишел и Шарлът.

## Награди и признания
- 1976 – Prix de l'Académie Charles Cros for „Oxygene“.
- 1976 – „Grand Prix du Disque“ for „Oxygene“.
- 1976 – „Personality of The Year“ by People magazine (USA).
- 1979 – Guinness Book of Records entry for the biggest concert ever (La Concorde).
- 1981 – Honorary member of the Beijing Conservatory of Music.
- 1985 – Instrumental music album of the year for „Zoolook“ in the USA.
- 1985 – Prix de l'Académie Charles Cros for „Zoolook“.
- 1985 – „Victories de la Musique“ in France.
- 1987 – „Victories de la Musique“ for „Rendez-vous Houston“.
- 1987 – New Guinness Book of Records entry for the biggest concert ever (Rendez-Vous Houston).
- 1987 – „European musician Person of the Year“ by People magazine.
- 1990 – New Guinness Book of Records entry for the biggest concert ever („Paris La Defense: A City in Concert“).
- 1993 – UNESCO Goodwill Ambassador.
- 1994 – „Victories de La Musique“ for the „Europe in Concert“ tour.
- 1994 – Awarded Chevalier de la Légion d'Honneur from the French Government.
- 1997 – New Guinness Book of Records entry for the biggest concert ever with 3.5 million watching at Moscow's 850th anniversary.
- 1998 – IFPI's Platinum Europe Award.
- 2005 – HCA Ambassador for the Hans Christian Andersen 2005 Bicentenary Festival.
- 2006 – Polish Television Academy's „Super Wiktor“ award for „Space of Freedom“.
- 2006 – Gdansk's Man Of The Year 2005 Award.

By 2005 he had sold an estimated 72 million albums and singles over his career.
An asteroid, 4422 Jarre, has been named in honor of him. 

## Избрана дискография

### Самостоятелни
- La Cage/Erosmachine (1970, 7" single only)

### Студийни албуми
- Deserted Palace (1972)
- Oxygene (1976 in France, 1977 worldwide)
- Equinoxe (1978)
- Magnetic Fields (Les Chants Magnétiques) (1981)
- Zoolook (1984)
- Rendez-Vous (1986)
- Revolutions (1988)
- Waiting for Cousteau (En Attendant Cousteau) (1990)
- Chronologie (1993)
- Oxygene 7-13 (1997)
- Metamorphoses (2000)
- Sessions 2000 (2002)
- Geometry of Love (2003)
- AERO (2004)
- Teo And Tea (2007)
- Oxygene: New Master Recording (2007)
- Electronica 1: The Time Machine (2015)
- Electronica 2: The Heart of Noise (2016)
- Oxygene 3 (2016)
- Equinoxe Infinity (2018)
- Snapshots from EōN (2019)
- Amazônia (2021)
- Oxymore (2022)

### Студийни албуми с ограничен тираж
- Music for Supermarkets (Musique pour Supermarchés) (1983, only one copy printed)
- Interior Music (2001, Limited edition for Bang & Olufsen, 1000 copies printed)
- Sublime Mix (2006, Limited edition for Jaguar France)

### Живи албуми
- The Concerts in China (Les Concerts En Chine) (1982)
- In Concert Houston-Lyon (1987, 1997 replaced by Cities In Concert Houston-Lyon)
- Jarre Live (1989, 1997 renamed Destination Docklands)
- Hong Kong (1994)
- Live From Gdańsk - (Koncert w Stoczni) (2005, released as stand-alone CD exclusively in Central Europe)
- Live Printemps de Bourges 2002 (2006, released exclusively on iTunes)

### Музика към филми
- Les Granges Brûlées (1973)
- Palawan: Le dernier refuge (1991, documentary)
- Qui Veut Devenir Une Star (2001)

### Озвучения към филми, официално предоставени от Жар
- Gallipoli (1981, uses tracks from Oxygene)
- 9½ Weeks (1986, „Arpegiator“ from „Concert en Chine“)
- Strajk: die Heldin von Danzig (2006, uses tracks from the Space of Freedom concert and Geometry of Love)

### Преработки
- Jarremix (1995)
- Odyssey Through O2 (1998)

### Сборни албуми
- Musik aus Zeit und Raum (1983)
- The Essential Jean Michel Jarre (1983)
- Synthesis (1983, only issued in Italy)
- The Essential 1976 – 1986 (1985, music same as on The Essential Jean Michel Jarre)
- The Laser Years (Les Années Laser) (1989, 9-CD box featuring Cities In Concert Houston-Lyon, originally not available separately)
- Images – The Best of Jean Michel Jarre (1991)
- L'Intégrale (1992, 10-CD box)
- The Complete Oxygene (1998, 2-CD box containing Oxygene and Oxygene 7 – 13 plus bonus track)
- The Essential (2004)

### Видео издания
- Place de la Concorde (1980, VHS PAL-G)
- The China Concerts (1989, VHS PAL-G)
- Rendez-vous Houston: A City in Concert (1989, VHS PAL-G)
- Rendez-vous Lyon (1989, VHS PAL-G)
- Destination Docklands (1989, VHS PAL-G)
- Images: The Best of Jean Michel Jarre (1991, VHS NTSC)
- Paris La Defense (1992, VHS SECAM)
- Europe in Concert (1994, VHS NTSC)
- Concert pour la Tolerance (1995, Laserdisc SECAM)
- Oxygen in Moscow (1997, DVD NTSC/VHS PAL-G, released on the USA and Brazil)
- Paris Live: Rendez-vous 98 Electronic Night (1998, VHS NTSC, released on Japan as part of Tetsuya „TK“ Komuro's „TK 1998“ boxset)
- Live in Beijing (2004, DVD PAL, 1-disc release in France only)
- Jarre in China (2005, DVD PAL, 2-disc European re-release of the above with extra features)
- Jean-Michel Jarre: Solidarnosc Live (2005, DVD NTSC; released in 1-disc and 2-disc DVD/CD versions)

### Позиции в музикалните класации
- Oxygene – #2 UK #78 US
- Equinoxe – #11 UK #126 US
- Les Champs Magnétiques – #6 UK #98 US
- Les Concerts En Chine – #6 UK #1 Portugal
- Rendez-Vous – #9 UK #52 US
- Rendez-Vous 4 (single) – #1 Portugal
- Revolutions – #3 UK

UK ans US chart positions taken from 

## Концерти

### Големи концерти
- 1979 – Place de la Concorde (Париж, Франция).
- 1981 – The Concerts in China (Бейджинг/Шанхай, Китай).
- 1986 – Rendez-vous Houston (Хюстън, САЩ).
- 1986 – Rendez-vous Lyon (Лион, Франция).
- 1988 – Destination Docklands (Лондон, Обединено Кралство).
- 1990 – Paris la Defense (Париж, Франция).
- 1992 – Swatch the World (Цермат, Швейцария).
- 1992 – Legends of the Lost City (Южна Африка).
- 1993 – Europe in Concert (няколко европейски страни).
- 1994 – Hong Kong (Хонконг).
- 1995 – Concert Pour la Tolerance (Париж, Франция).
- 1997 – The Oxygene Tour (няколко европейски страни).
- 1997 – Oxygen in Moscow (Москва, Русия).
- 1998 – Nuit Electronique (Париж, Франция).
- 1998 – Jarre@apple Expo.
- 1999 – The Twelve Dreams of the Sun (Гиза, Египет).
- 2000 – Metamorphoses Showcase.
- 2001 – Rendez-vous in Space (Окинава, Япония).
- 2001 – Hymn to the Akropolis (Атина, Гърция).
- 2002 – Le Printemps de Bourges (Бургес, Франция).
- 2002 – Aero (Олбор, Дания).
- 2004 – Live at Beijing (Бейджинг, Китай).
- 2005 – Salle Des Etoiles (Монте Карло, Монако).
- 2005 – Space of Freedom (Гданск, Полша).

### Други изпълнения
- 1971 – AOR (Париж, Франция)
- 1989 – Destination Trocadero (Париж, Франция)
- 1994 – Jarre Unplugged (Париж, Франция)
- 1995 – Festa Italiana (Торино, Италия)
- 1995 – UNESCO 50th Anniversary (Париж, Франция)
- 1997 – Wetten, dass..? (Виена, Австрия)
- 1998 – Fifa World Player 97 (Дисниленд Париж, Франция)
- 1998 – France Festival (Токио, Япония)
- 1998 – FNAC Paris (Париж, Франция)
- 2005 – Once upon a time (Копенхаген, Дания).
- 2005 – LinX (Линт, Белгия)

## По-важни инструменти
Throughout his concerts, Jarre uses several unusual or custom-built instruments. Some of these are:
- The theremin, an early electronic instrument.
- The laser harp.
- The Cristal Baschet.
- The RhythmiComputer, Digisequencer and Matrisequencer, electronic sequencers designed and built by Michel Geiss.
- The LAG Circulaire, LAG Insecte, LAG Meuble, LAG Grand Central, Magic Keyboard and other custom keyboards (usually of semi-circular shape) made by LAG Архив на оригинала от 2009-02-21 в Wayback Machine..

## Други
- The main music theme from the videogame Captain Blood is his track Ethnicolor.

### Официална интернет страница
- Official Web Site

### Биографична и родословна информация
- Biography from UNESCO
- Biography from bbc.co.uk[неработеща препратка]
- Jean-Michel Jarre's genealogy Архив на оригинала от 2004-12-17 в Wayback Machine.
- Minor Planet Center information on the asteroid 4422 Jarre

### Основна информация
- Open Directory Project: Jean-Michel Jarre Архив на оригинала от 2010-07-30 в Wayback Machine.
- Jean-Michel Jarre on allmusic.com
- Jean-Michel Jarre on allmovie.com

### Страници за почитатели
- „Space Of Freedom“ Международен Форум Архив на оригинала от 2006-08-13 в Wayback Machine.
- Jarreography: страница с най-пълна информация за дискографията на Жар
- Подробна и обширна страница за дискографията на Жан Мишел Жар
- страница в почит на Жан Мишел Жар; Албума „Jarre Forever“ и петицията Polar Prize petition Архив на оригинала от 2020-08-06 в Wayback Machine.
- Jarre UK – UK Jean Michel Jarre Information Website
- Polish Fan Website (in Polish) & Forum Архив на оригинала от 2006-08-05 в Wayback Machine.
- Danish Fan Website & Forum (in English) Архив на оригинала от 2005-10-25 в Wayback Machine.
- Dutch Fan Website (under construction) & Forum